# Sautour
Sautour (en wallon Såtou) ( "villa saltuarii" ) est une section de la ville belge de Philippeville située en Wallonie dans la province de Namur.
C'était une commune à part entière avant la fusion des communes de 1977.
Ruines d'une ancienne place forte, dite « Haut-du-Village ». Ces ruines ainsi que tout le "Haut-du-village" sont classés par la Région Wallonne. Les arrêtés de classement datent de 1937, 1992 et 1999.

## Géographie
La commune est bornée au Nord par Vodecée, à l’est par Villers-le-Gambon, au sud par Villers-en-Fagne et à l’ouest par Samart.

## Évolution démographique
- Source: DGS, 1831 à 1970=recensements population, 1976= habitants au 31 décembre

## Histoire
Site néolithique dans la vallée de l’Hermeton, occupé par des Celtes, des Gaulois, puis des Romains qui y ont créé dès le IIe siècle de notre ère un "saltus" forestier pour l'exploitation du bois, des bas-fourneaux pour l'exploitation des gisements de fer, une villa romaine (villa saltuarii) pour la gestion du saltus et enfin au IIIe siècle un fortin militaire érigé sur la hauteur d'un éperon barré pour la protection contre les invasions. Ce fortin sera repris dès le XIIe siècle par le Prince-Evêque de Liège pour la protection de ses frontières. En 1430, la forteresse de Sautour est avec Fagnolle le quartier général des écorcheurs conduits par Jean de Beauraing. En 1555, elle sert de retranchement à la garnison de Philippeville pendant l’aménagement de cette place forte. Au début du XVIIe siècle, le village de Sautour qui entourait la villa (le vieux Sautour) fut abandonné et une partie de la population vint occuper la forteresse dont les tours (au nombre de 16) et les remparts seront finalement démantelés en 1690 sur l’ordre de l’Intendant du Hainaut.
C’est Godescalc de Morialmé partant pour la croisade qui fait don de la paroisse de Sautour à l’abbaye de Floreffe à condition que les deux tiers des revenus soient dévolus aux religieuses d’Herlaimont (Chapelle-lez-Herlaimont) et que le tiers restant aille aux religieuses de Vérofle (ou de la Brouffe, à Mariembourg). Ces dispositions sont consignées dans l’acte délivré en 1188 par l’évêque de Liège, Raoul de Zaehringen.
Plus tard, à la demande de l’abbé Hélin (1213-1216) et d’Arnould de Morialmé, fils de Godescalc, les revenus de l’église de Sautour sont partagés par moitié par les religieuses d’Herlaimont et le curé du lieu.
Par la suite, les seigneurs seront les Enghien, les Licques et les Mérode.
La chapelle castrale à la collation du seigneur du lieu, dédiée à la sainte Vierge, à saint Gérard et à sainte Madeleine, existait depuis 1511 et se situait d’après la tradition au deuxième étage d’une tour. L’église actuelle, dédiée à saint Lambert, a été bâtie à l’emplacement de la halle aux marchandises détruite au XVIe siècle.
Le vieux village, le vieux Sautour, est abandonné en partie au profit de la nouvelle place forte de Philippeville (1555).
Les jurés des minières reçoivent leur charte en 1573. En 1597, on note une « usine à fer » et un marteau. Carrières, exploitation des bois, agriculture.
En 1829, la population s’élève à 308 habitants répartis dans 69 maisons et 3 fermes. On compte 31 chevaux, 9 poulains, 70 bêtes à cornes, 23 veaux, 6 porcs et 100 moutons ainsi qu'un moulin.

## Patrimoine
- Les vestiges de la forteresse, la forteresse est citée dès 1155, appartenait au prince-évêque de Liège et elle joua un rôle dans la défense de l'Entre-Sambre-et-Meuse en connexion avec la châtellenie de Dinant[3].
- Eglise Saint-Lambert. Construite en 1840 en style néo-classique et restaurée après un incendie en 1870, siège d'une très vielle paroisse, détruite en 1575[4].
- Presbytère, rue Haut-du-Village. Datant du 2e tiers du XVIIIe siècle[5].
- Ferme du Vieux-Sautour. Isolé sur un adret à côté du site de l'ancienne église vaste ensemble développé aux XVIIe et XVIIIe siècles[6].